# Gesine Cukrowski
Gesine Cukrowski (ur. 23 października 1968 w Berlinie) – niemiecka aktorka filmowa i telewizyjna.

## Filmografia wybrana
- 2009: Muzykanci z miasta Bremy (Die Bremer Stadtmusikanten)
- 2009: Wirus apokalipsy (Faktor 8 - Der Tag ist gekommen)
- 2006: Wojna kobiet (Krieg der Frauen)
- 2006: Kochaj lub umieraj (Lieben und Töten)
- 2006: Wakacje z foką (Eine Robbe zum Verlieben)
- 2002: Weto dla miłości (Einspruch für die Liebe)
- 1997: 60 minut śmiertelnego strachu (60 Minuten Todesangst)